# Leopoldstraße

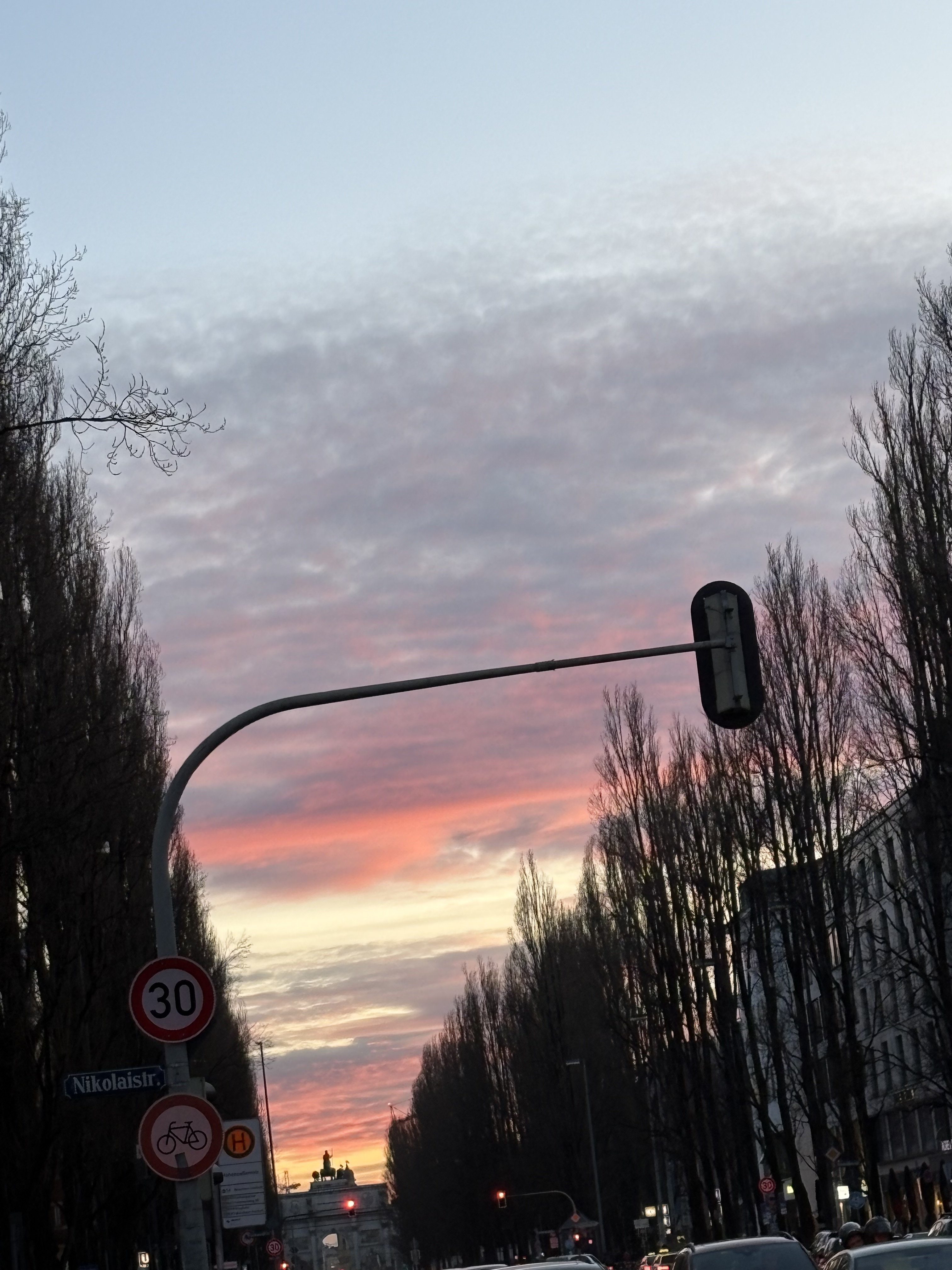
Die Leopoldstraße am Abend während des Januars.

Die Münchner Leopoldstraße ist die Fortsetzung der Ludwigstraße, der Prachtstraße Ludwigs I., nördlich des Siegestores. Die Pappel-Allee durchquert die Stadtteile Maxvorstadt, Schwabing und Milbertshofen.

## Beschreibung
Die etwa 3,6 km lange boulevardartige Straße ist beidseitig mit hohen Bäumen und breiten Gehwegen sowie im Südteil mit zahlreichen Cafés gesäumt. Sie kreuzt den Mittleren Ring im Abschnitt Petueltunnel/Schenkendorfstraße. Ab hier grenzt sie im Osten an die Parkstadt Schwabing. Ab der Höhe Milbertshofener Straße/Domagkstraße wird die Leopoldstraße zur Ingolstädter Straße.

### Architektur

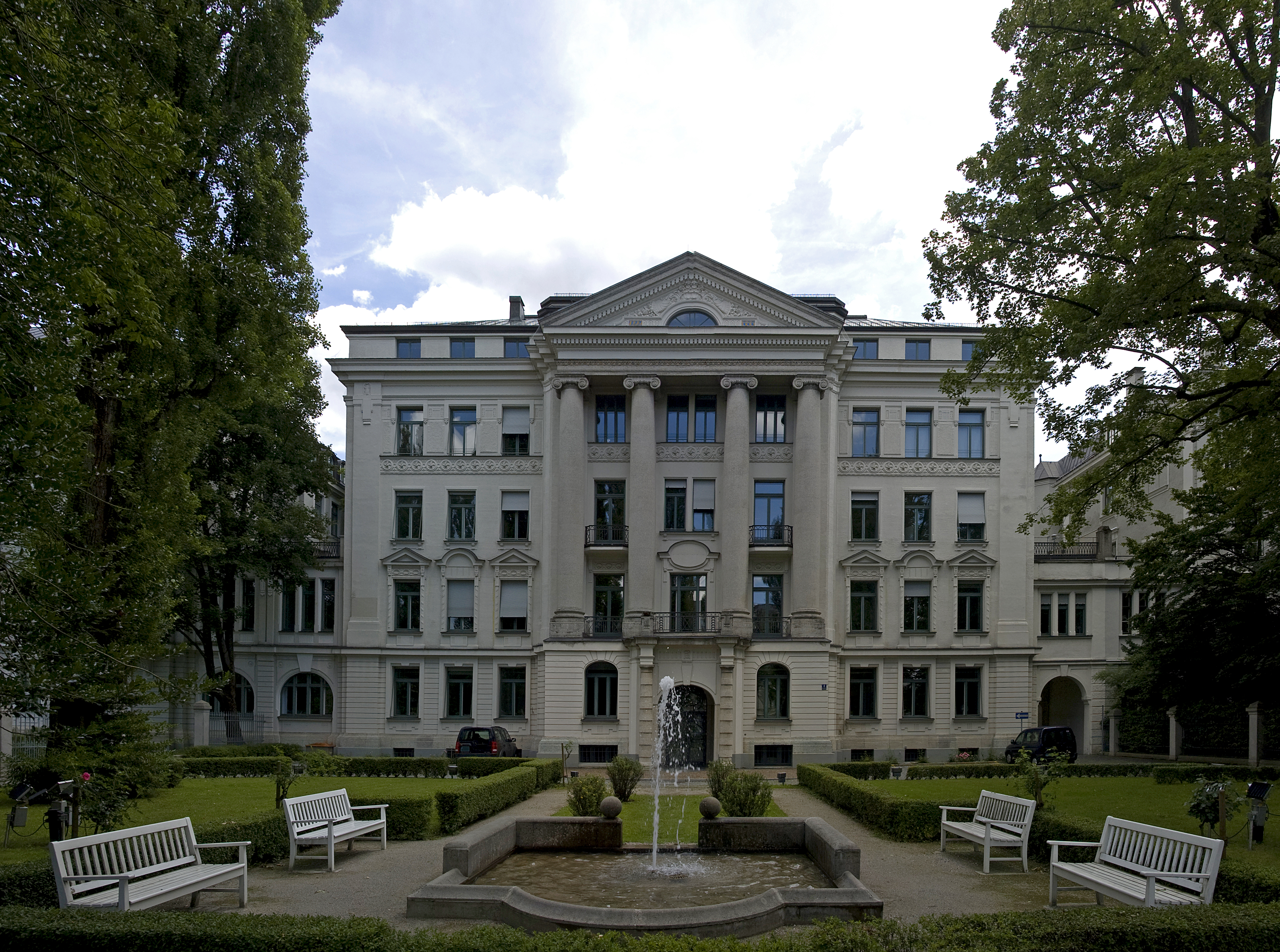
Leopoldstraße 4

An der Leopoldstraße befinden sich das Siegestor, die Kunstakademie mit seiner Schaufassade an der Akademiestraße, der Leopoldpark, „Schweinchenbau“ und Mensa der Ludwig-Maximilians-Universität München, die Großplastik „Walking Man“ des Künstlers Jonathan Borofsky, die Münchner Freiheit, der Nymphenburg-Biedersteiner Kanal sowie der Petuelpark.
Besonders am Südende der Straße haben sich einige prächtige Bauten erhalten. In der Leopoldstraße 4, unmittelbar neben dem Siegestor, baute 1896–97 Martin Dülfer einen palastartigen Bau im klassizistischen Jugendstil mit Stuckdekor und mächtigem Portikus. Auch in der Leopoldstraße 6 befindet sich ein herrschaftliches Wohnhaus von Dülfer. Das Mietshaus an der Leopoldstraße 77 von 1902 ist ein klassisches Beispiel für den Schwabinger Jugendstil, sein Architekt Martin Dülfer hat es auch selbst bewohnt.

### Einkaufsstraße und Vergnügungsviertel
Im südlichen Abschnitt dominieren Cafés, Restaurants und kleinere Läden. In den Seitenstraßen östlich der Münchner Freiheit (Occam-, Feilitzsch-, Sieges-, Marktstraße) befindet sich ein Vergnügungsviertel mit vielen Kneipen und Bars – manche mit Live-Musik. Die Einkaufsstraße bildet zusammen mit der Hohenzollernstraße das Schwabinger T mit Mietpreisen bis zu 105 Euro pro m² (Stand 2014). Obwohl sie zu den wichtigen Münchner Ausfallstraßen gehört, wird sie jährlich im Sommer für Veranstaltungen wie den München-Marathon und Straßenfeste wie den Corso Leopold, die Saint-Patrick’s-Day-Parade oder die Münchner Bladenight abschnittsweise oder ganz gesperrt. Auch nach sportlichen Großveranstaltungen (Fußball-EM/WM oder FC-Bayern-Erfolgen) wird sie oft von feiernden Fans besetzt.

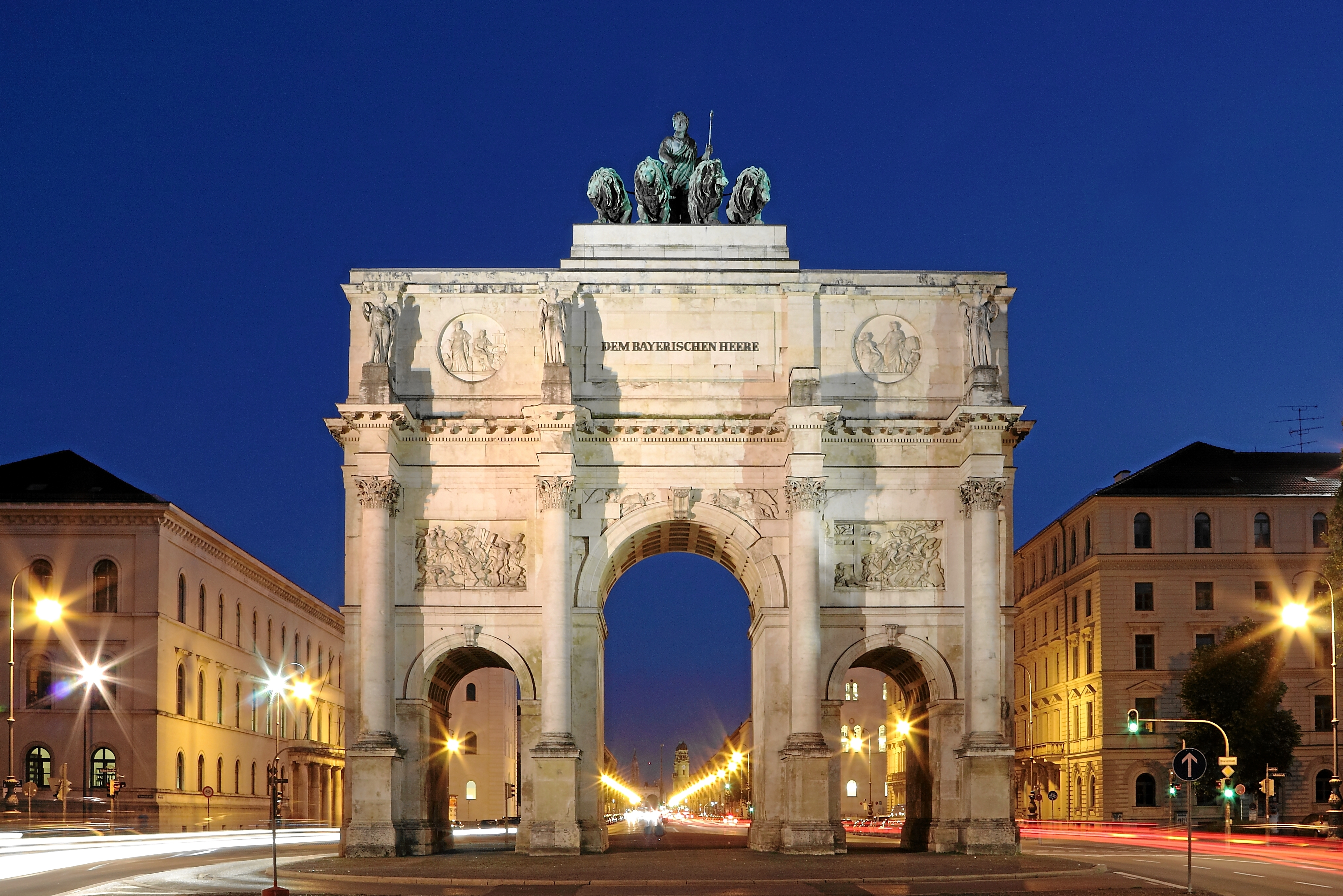
Blick Richtung Süden auf das Siegestor
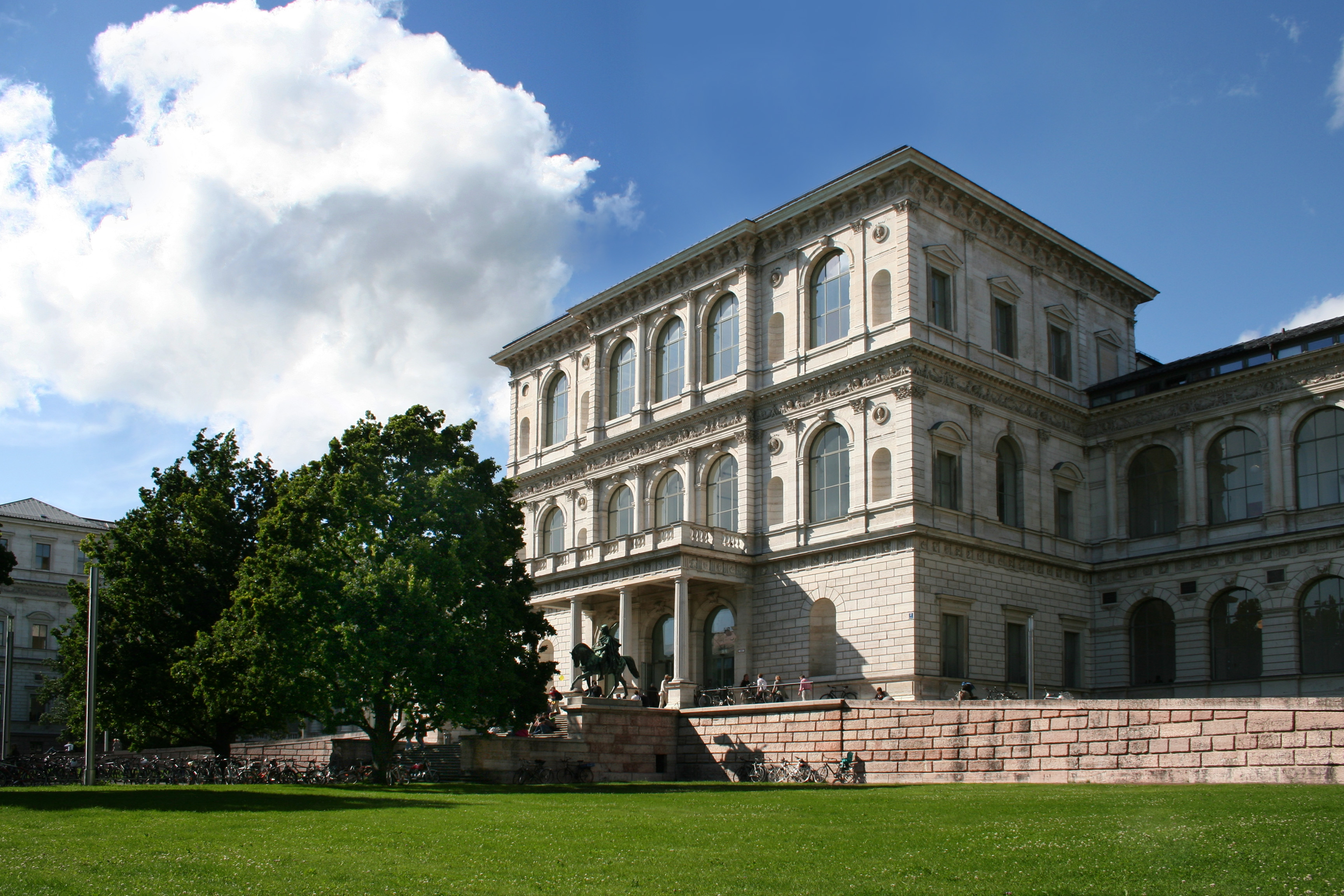
Kunstakademie
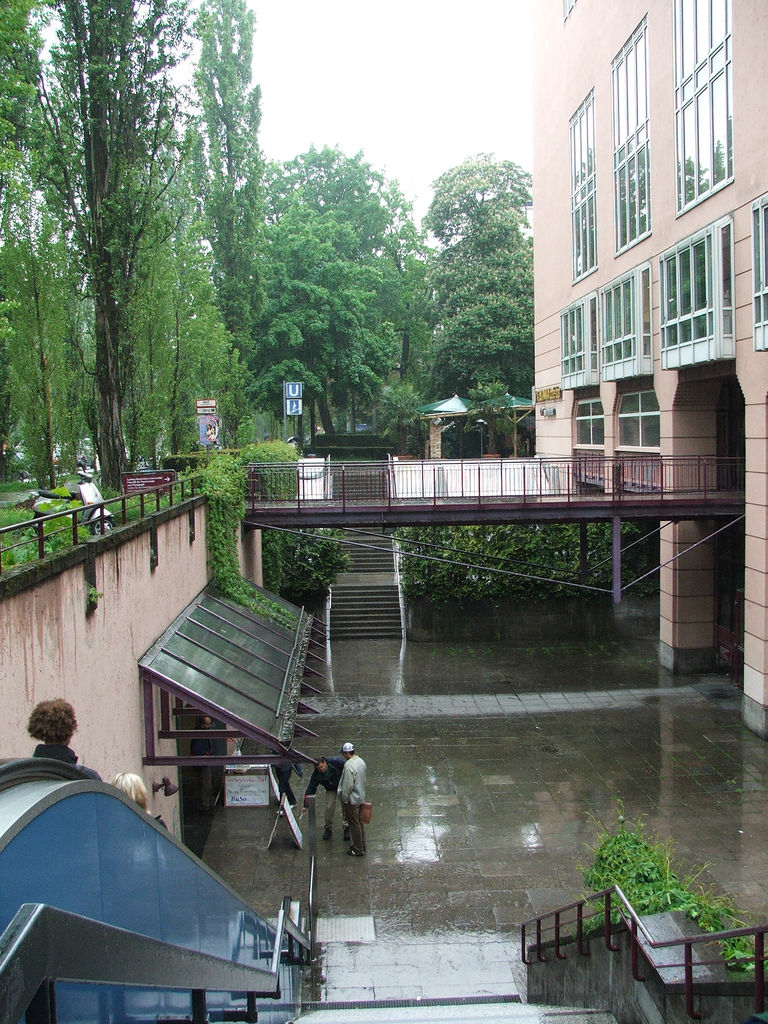
„Schweinchenbau“ der LMU
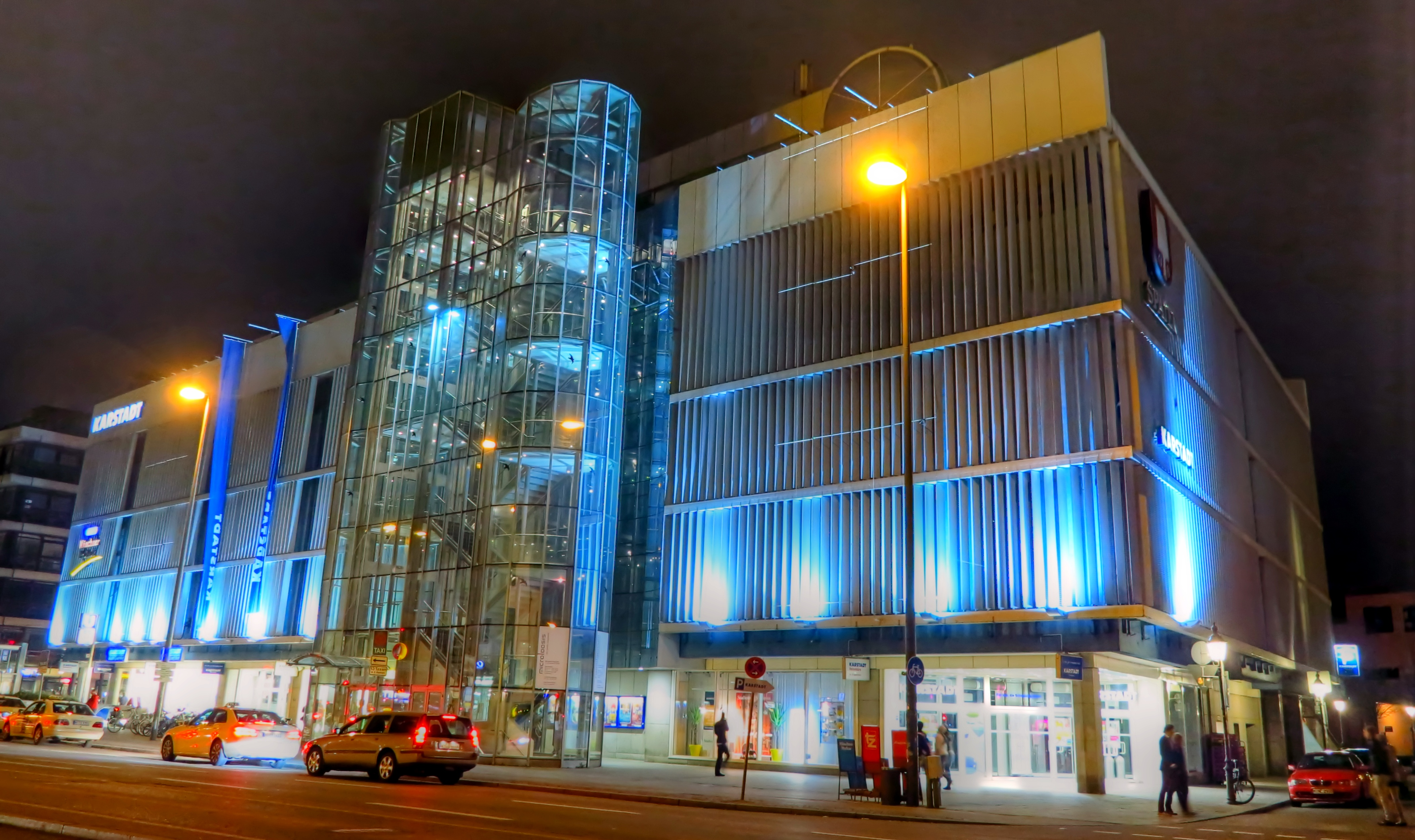
Kaufhaus südlich Münchner Freiheit (2012) ⊙
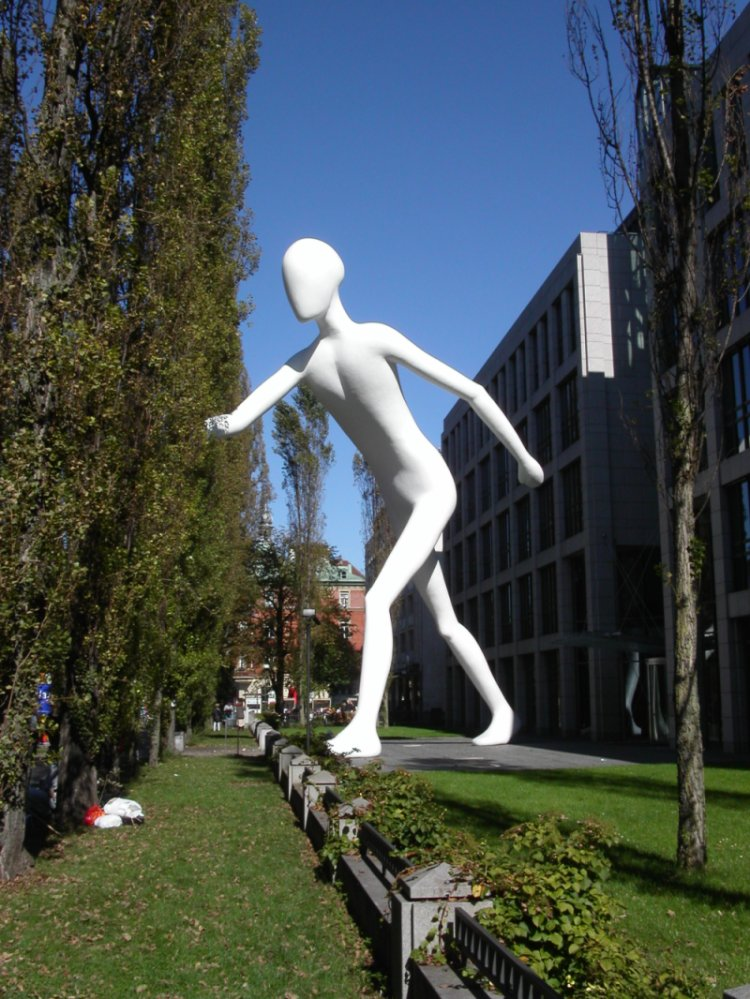
Walking Man an der Leopoldstraße
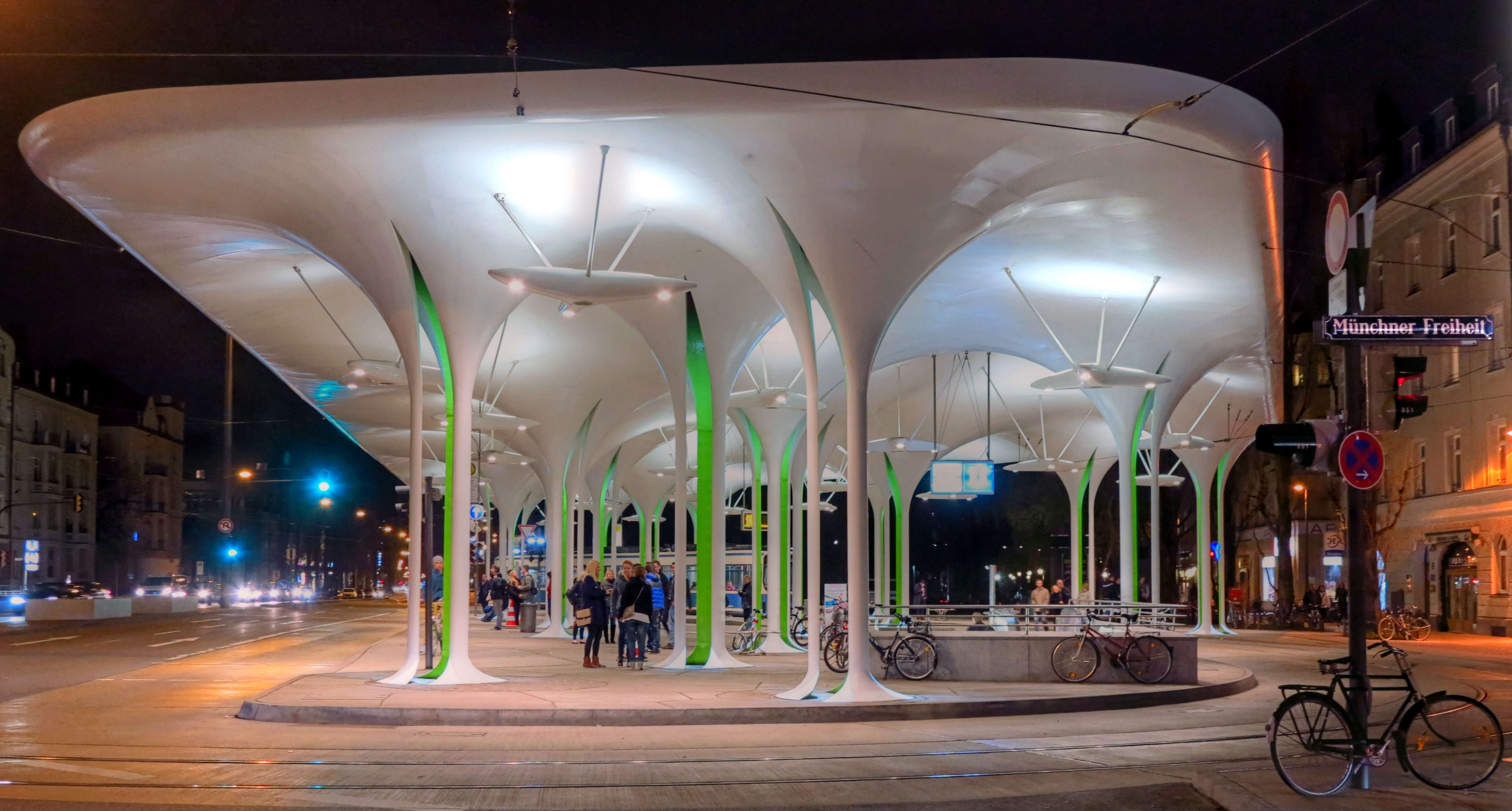
Tram- und Busstation an der Münchner Freiheit ⊙
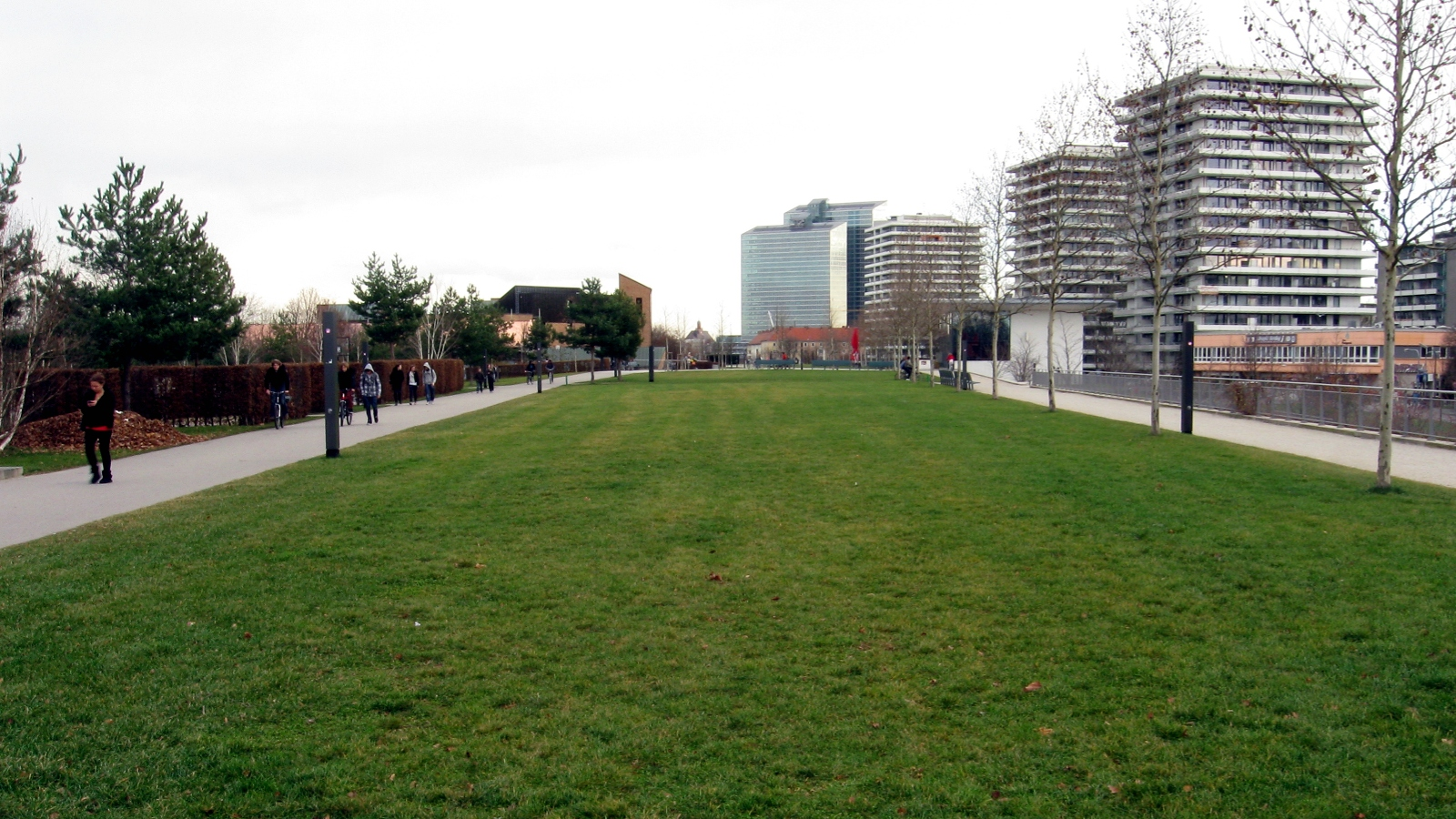
Petuelpark
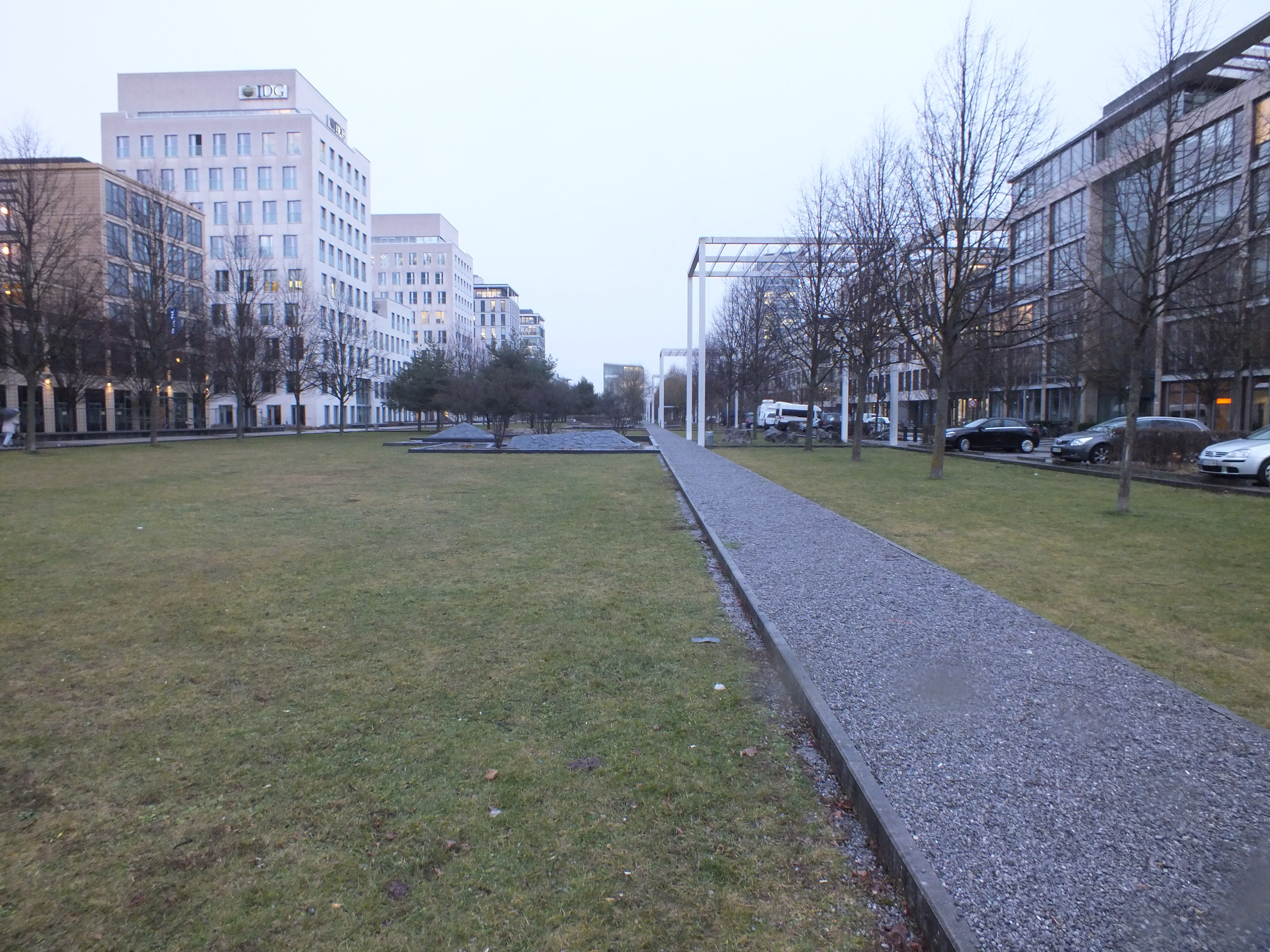
Parkstadt Schwabing

## Geschichte

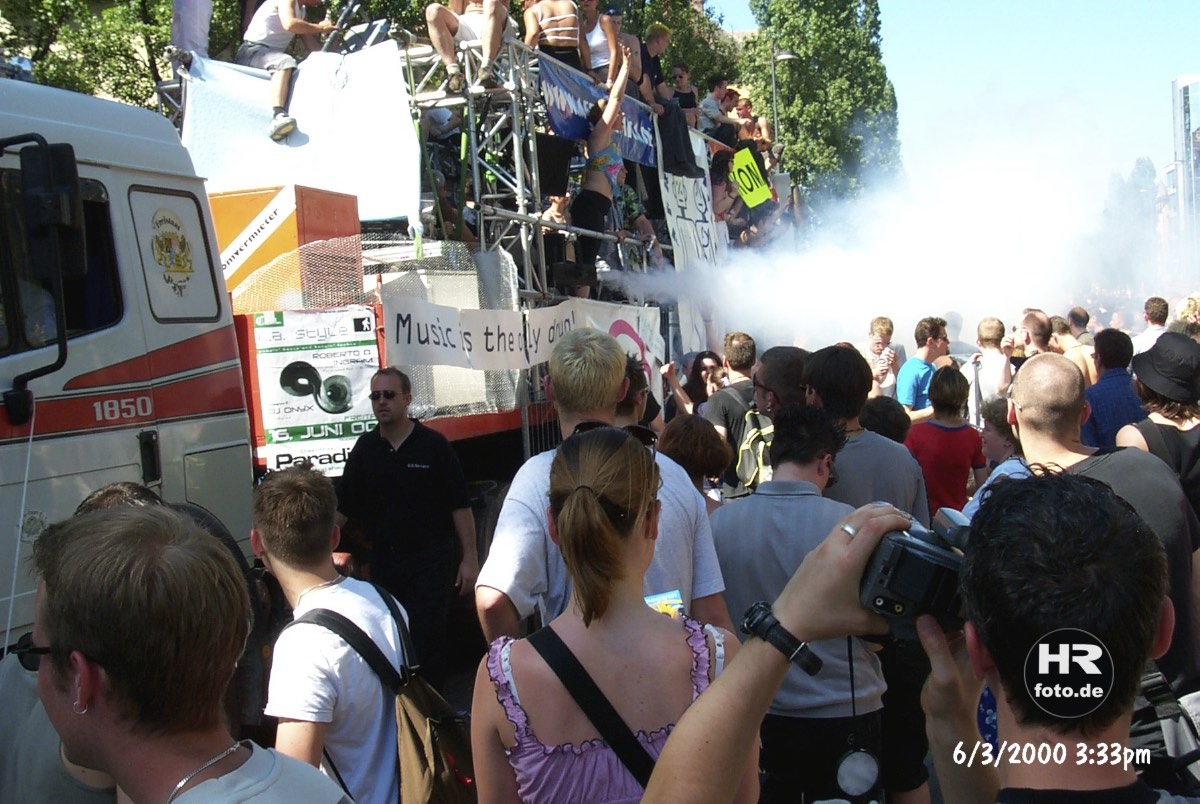
Union Move 2000

Die Leopoldstraße wurde 1891 nach der Eingemeindung Schwabings nach Prinz Leopold von Bayern, dem Sohn des späteren Prinzregenten Luitpold von Bayern, benannt. Zuvor hieß der südliche Teil dieser Straße Schwabinger Weg, der nördlicher in die Schwabinger Landstraße überging. Das erste Haus auf der linken Seite war die Villa der Lola Montez, einer Mätresse Ludwigs I., das heute vom Studentenwerk der Universität genutzt wird.
1901 wurde an der Leopoldstraße auf Höhe des Parzivalplatzes der bis 1987 betriebene Güterbahnhof München-Schwabing eröffnet. Von diesem führte von 1912 bis 1972 ein Gleisanschluss zum Schwabinger Krankenhaus, der die Leopoldstraße mit einem Bahnübergang überquerte.
Im Jahr 1962 war die Leopoldstraße Schauplatz der Schwabinger Krawalle und von 1995 bis 2001 des Union Moves. Seit 1971 verlaufen unter ihr vom Siegestor bis zur Münchner Freiheit Tunnelanlagen der Münchner U-Bahn-Linien 3 und 6 mit den Bahnhöfen Giselastraße und Münchner Freiheit. 2009 wurde die Straßenbahnlinie 23 eröffnet, die von der Münchner Freiheit bis hinter den Parzivalplatz dem Verlauf der Leopoldstraße folgt.
1973 wurde an der Leopoldstraße der futuristische Bau des Schwabylons eröffnet, das nur sechs Jahre bestand.